# گورستان گبری
قبرستان گبری مربوط به هزاره اول قبل از میلاد است و در شهرستان طالقان، روستای نویز واقع شده و این اثر در تاریخ ۱۲ بهمن ۱۳۸۱ با شمارهٔ ثبت ۷۰۵۲ به‌عنوان یکی از آثار ملی ایران به ثبت رسیده است.